# Berit Lindholm
Berit Lindholm (Estocolmo, 18 de octubre de 1934-12 de agosto de 2023) fue una soprano dramática sueca, en su momento se la consideró la virtual sucesora de Birgit Nilsson pese a que su carrera internacional fue breve en la década del 1967-1977.

## Biografía
Debutó en su ciudad natal en 1963 como la condesa en Las bodas de Fígaro y tuvo una carrera internacional jalonada por actuaciones en el Covent Garden, Festival de Bayreuth, San Francisco, Metropolitan Opera, München, Wiener Staatsoper, Barcelona, Moscú, etc.
Se destacó en óperas de Richard Wagner, Richard Strauss y Hector Berlioz del que grabó la parte de Casandra en la primera versión integral registrada en estudio de Les Troyens dirigida por Colin Davis en 1969. 
Cantó Tosca y Turandot de Puccini, Fidelio de Beethoven, Venus en Tannhäuser en el Festival de Bayreuth de 1967 donde luego cantó las tres Brünnhilde en El anillo del nibelungo hasta 1973.
Fue Isolda en Covent Garden 1973, en Moscú, Estocolmo, Ámsterdam y Viena.
En 1975 fue Brunilda en las representaciones de El anillo del nibelungo en el Metropolitan Opera dirigida por Sixten Ehrling junto a Birgit Nilsson (Sieglinde), Thomas Stewart, Jon Vickers y Jess Thomas. Las críticas no fueron favorables y fueron sus únicas actuaciones en el teatro.
Otros papeles que interpretó fueron Kundry, Siglinda (en San Francisco con Birgit Nilsson como Brunilda), La mujer sin sombra (Die Frau ohne Schatten), Salomé y los tres papeles principales de Elektra de Richard Strauss: Elektra, Crysotemis y Clitemnestra.
Se retiró en 1995. Tuvo dos hijas.